# Système électrique de la Corse
Le système électrique de la Corse tient sa spécificité du fait que la Corse fait partie des zones insulaires non interconnectées au réseau électrique métropolitain français (ZNI) qui disposent d’une législation spécifique concernant la production et la distribution d’électricité.
Étant électriquement isolées, les zones insulaires doivent produire elles-mêmes l'intégralité de l’électricité qu’elles consomment à chaque instant. La situation de la Corse est légèrement différente puisqu’elle bénéficie d’une interconnexion partielle avec l’Italie (partie continentale) et la Sardaigne.
Durant les dix dernières années, la consommation électrique en Corse a augmenté en moyenne de 3,6 % par an. Pour cette raison, le réseau doit être renouvelé afin de développer sa production. Par ailleurs, la consommation électrique en Corse est très saisonnière et étroitement liée au climat (chauffage (24 %) en hiver ou climatisation (13 %) en été).
En Corse, l’alimentation électrique provient essentiellement de 3 sources : la production thermique, hydraulique et les interconnexions. À l’exception des 4 % d’énergies renouvelables (autres que l’hydroélectricité), l’ensemble de l’électricité produite en Corse est assuré par EDF.

## Les différents modes de production

### La production thermique
En 2011, la moitié de l’électricité produite en Corse était issue de centrales électriques thermiques. L’île dispose de deux centrales installées à proximité des deux principaux centres de consommation :
- la centrale du Vazzio, proche d’Ajaccio, dispose d’une puissance de 132,3 MW (Moteurs Diesel entraînant des alternateurs), qui devrait être remplacée par la centrale du Ricanto, au bioliquide, d'une puissance de 133,7 MW, en 2027[4].
- la centrale de Lucciana, près de Bastia, dispose dans sa partie "B" d'une puissance de 128 MW (7 moteurs Diesel entraînant des alternateurs de 18,3 MW chacun) et dans sa partie "A", plus ancienne, d'une puissance de 105 MW (4 turbines à gaz) . Elle fonctionne au fioul mais pourra fonctionner au gaz naturel dès qu'il sera disponible dans l'île (raccordement de la Corse au futur gazoduc Galsi).

### La production hydraulique

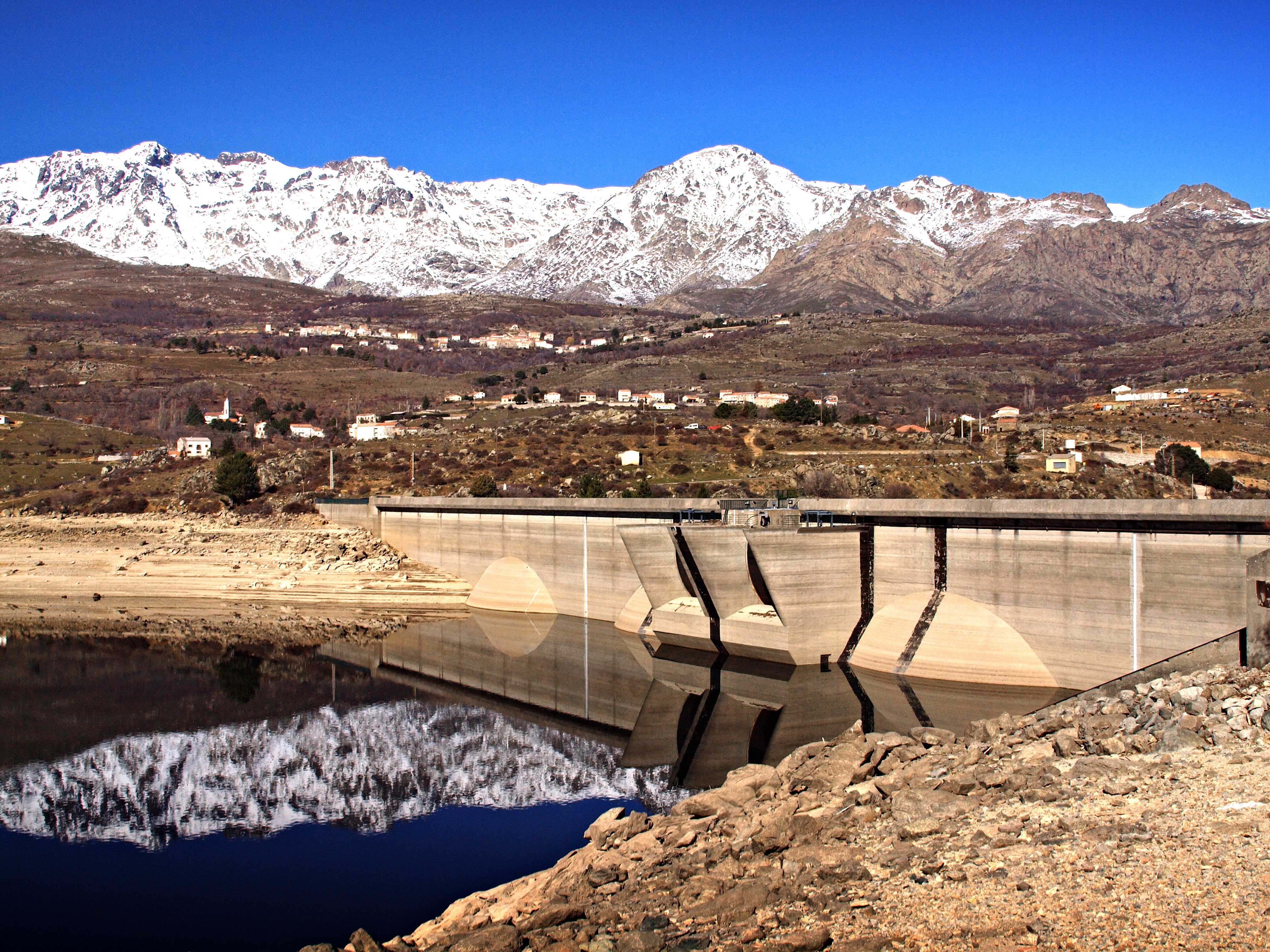
Vue amont du Barrage de Calacuccia

En moyenne, l’énergie hydroélectrique représente 20 à 25 % de la production électrique corse. Cette production, gérée par EDF, est issue de 3 barrages et 7 centrales hydrauliques situés dans les vallées du Golu, du Fium’orbu et du Prunelli :
- l’aménagement du Golo, avec la centrale de Sovenzia (env. 15 MW) utilise l’eau du Tavignano ;  le barrage de Calacuccia, fournit les centrales de Corscia (13 MW) et de Castirla (env. 28 MW).
- l’aménagement du Fium’orbu, avec le barrage de Sampolo, fournit la centrale hydraulique de Lugo-di-Nazza (43 MW).
- l’aménagement du Prunelli, avec le barrage de Tolla, fournit successivement les centrales de Tolla (15 MW), d'Ocana (15 MW) et du Pont de la Vanna (8 MW).

Afin de répondre à la consommation d'électricité en Corse, qui augmente d'environ 3 % par an, et en particulier pour faire face aux pointes de consommation (9 h - 13 h, et 17 h - 22 h), EDF a engagé la construction d'un nouveau barrage sur le Rizzanese, au sud de l'île, d'une puissance installée de 55 MW, qui produira annuellement près de 80 GWh ; il a été inauguré le 17 juin 2013 ; une première turbine avait déjà été raccordée au réseau en février 2013 et la mise en service complète de l'ouvrage a été achevée fin 2013. Le parc hydraulique d’EDF en Corse représente désormais 200 MW, soit 25 % de la puissance de production installée, et la part des renouvelables atteint 30 %.

### Éolien, photovoltaïque et biogaz
Outre l’hydroélectricité, qui représente 90 % de la production renouvelable corse, d’autres sources d’énergie renouvelable sont exploitées sur l’île de beauté :
- Le biogaz, avec la centrale de Sivu (1,7 MW).
- L’éolien, avec trois fermes éoliennes (18 MW) en activité sur l’île.
- Le photovoltaïque, avec 158 MWc de panneaux photovoltaïques raccordés au réseau EDF à mi-2019[7], incluant par exemple le parc de Poggio di Venaco en bordure de la R T 50.

L'énergie solaire a été promue sur le territoire insulaire dès les années 1970, notamment à Ajaccio en 1976 avec la Rencontre sur l'énergie solaire.

## Réseau électrique

### Réseau électrique de la Corse
Le réseau électrique de la Corse est constitué à fin 2012 de :
- 976,8 km de lignes haute tension (HTB) dont 158 km de réseau aérien 200 kV, 31,2 km de réseau souterrain 150 kV, 6,8 km de réseau sous-marin 150 kV, 753,1 km de réseau aérien 90 kV et 27,7 km de réseau souterrain 90 kV ;
- 5 115 km de lignes moyenne tension (HTA : 20 kV) dont 1 909 km en souterrain,
- 5 035 km de lignes basse tension (BT : 220 V) dont 1 933 km en souterrain.

### Interconnexions

Carte de la ligne HVDC "SACOI", de Suvereto sur la côte d'Italie, via la station de Lucciana en Corse, jusqu'à la station de conversion de Codrongianos en Sardaigne, février 2011

Ces interconnexions sont des liaisons par câbles, essentiellement sous-marins, aux réseaux électriques continentaux. La Corse bénéficie de deux interconnexions :
- Un droit de prélèvement à hauteur de 50 MW sur la liaison Sardaigne-Corse-Italie (SACOI), ligne italienne qui connecte le continent (Toscane) à la Sardaigne depuis 1987. L’électricité passe par la station de conversion « courant continu/courant alternatif » de Lucciana, afin d’être injectée dans le réseau corse.

- L’interconnexion Sardaigne-Corse (Sarco), liaison en courant alternatif mise en service le 31 janvier 2006 reliant le réseau électrique sarde depuis Santa-Teresa au réseau corse au poste de Bonifacio. Sa puissance de 50 MW à ses débuts a ensuite connu un accroissement de sa capacité de transit, atteignant les 80 MW en novembre 2007, puis 100 MW fin 2010.

Ces interconnexions avec l'Italie permettent d'utiliser indirectement l'électricité produite en France continentale, puisqu'en 2018, l'Italie a importé 18,5 TWh de France.

## Projets en cours
GALSI : la Corse souhaite être approvisionnée en gaz naturel à travers le futur gazoduc GALSI, qui doit relier l’Algérie à l’Italie en passant par la Sardaigne. Pour cela, EDF et GRTgaz ont financé des recherches de faisabilité.
Parallèlement, l’électricien s’est préparé à pouvoir modifier ses nouvelles centrales pour qu’elles puissent s’alimenter au gaz naturel lorsque ce sera possible, limitant ainsi leurs effets sur l’environnement et boostant leur productivité.
La Corse, qui s'est donné pour ambition d'accéder à l'indépendance énergétique d'ici à 2050, est le premier territoire français à être doté d'une « programmation pluriannuelle de l'énergie » (PPE) pour la période 2016-2023 avec une enveloppe budgétaire globale supérieure à 3 milliards d'euros. Ses principes ont été fixés en décembre 2015 : doubler l'efficacité énergétique, porter la part des énergies renouvelables de 30 à 40 % et convertir les deux centrales thermiques au gaz naturel. Le PPE détaillé a été voté fin juin 2016 : développement des énergies renouvelables avec un objectif de 94 MW (petites installations hydroélectriques, filière bois-énergie, parcs éoliens et photovoltaïques couplés à des batteries de stockage) ; programme de rénovation énergétique de l'habitat collectif et individuel au rythme de 7 000 opérations/an contre quelques dizaines seulement en 2015 ; la centrale thermique de Lucciana, qui fonctionne au fioul léger, passera au gaz naturel d'ici à 2023, le temps d'aménager une barge au large de la Plaine orientale pour accueillir les méthaniers ; le gaz sera ensuite acheminé par gazoduc jusqu'à Ajaccio où la centrale de Vazzio sera reconstruite pour fonctionner au gaz.
Le 22 novembre 2024, près de dix ans après la décision politique de fermer la vieille centrale polluante du Vazzio, EDF pose la première pierre de la future centrale de production électrique du Ricanto (130 MW), près d'Ajaccio, qui devrait couvrir environ 15 % des besoins de la Corse à partir de 2028 en utilisant un carburant à base d'huile de colza. Selon Gilles Simeoni, la Corse va passer de 34 % d'énergies renouvelables à 74 % en 2028. La centrale au fioul léger de Lucciano, au nord de l'île, sera convertie à la biomasse liquide. Les émissions de CO2 de la centrale du Ricanto seront trois fois moindres que celle du Vazzio. Le coût de production de son électricité est estimé à 400 €, contre 230 € pour le Vazzio (fioul lourd) et 280 € pour Lucciana (fioul léger). EDF compte investir dans la modernisation et l'augmentation de la capacité de la liaison par câble avec l'Italie SACOI3 (de 50 à 100 MW) et transformer une de ses stations hydroélectriques en centrale de pompage-turbinage.